# دنیلو سیدورنکو
دنیلو سیدورنکو (اوکراینی: Данило Павлович Сидоренко؛ زادهٔ ۱۳ ژانویهٔ ۲۰۰۳) بازیکن فوتبال اهل اوکراین است.